# Djurhults kapell
Djurhults kapell är en kyrkobyggnad som tillhör en fristående kapellstiftelse, sedan 2011 i Ljungskile församling (tidigare Forshälla församling) i Göteborgs stift. Den ligger i Forshälla socken i Uddevalla kommun.

## Kyrkobyggnaden
Kapellet uppfördes åren 1923-1924 efter ritningar av arkitekt Knut Nordenskjöld och invigdes den 1 juli 1926. 
Byggnaden består av långhus med nord-sydlig riktning. I söder finns ett tresidigt kor av samma bredd som långhuset, men något lägre. Vapenhuset med entré i norr har tak med ett smalare torn och spira och sakristian ligger i öster. Kyrkan har vitmålad, stående träpanel. Tak, tornhuv och spira är skiffertäckta. 
Kyrkorummet har fast bänkinredning och täcks av ett tunnvalv. Väggarna är av stående träpanel och all  inredning är vitmålad. Koret är separat med väggaltare.

## Inventarier
- Dopfunten av trä är åttkantig och tillverkad 1926 av Valfrid Andersson, Timmerås, efter anvisningar av Knut Nordenskjöld.
- Predikstolen med åttkantig korg är samtida med kapellet.
- Orgeln är byggd 1958 av Magnussons orgelbyggeri.